# 索包德圣基拉伊
索包德圣基拉伊（匈牙利語：Szabadszentkirály）是匈牙利巴兰尼亚州所辖的一个村。总面积12.69平方公里，总人口802，人口密度63.2人/平方公里（2011年1月1日）。